# Géo, le mystérieux
 (juillet 2025).
Pour plus de détails, voir Fiche technique et Distribution.
Géo, le mystérieux ou La vraie richesse est un film français réalisé par Germaine Dulac, sorti en 1917.

## Synopsis
Monsieur Dorville, un industriel, donne une fête en l'honneur des 20 ans de sa fille Ginette. Mais en fait Dorville risque la ruine s'il ne trouve pas rapidement un financement. Il présente alors à sa fille un riche brasseur d’affaires, Simon Lourdier, qui en tombe amoureux. Mais Ginette pense toujours à son amour de jeunesse, Georges Morland, surnommé Géo, à qui Dorville avait refusé la main de sa fille car il était sans fortune, ce qui avait provoqué son départ pour les États-Unis pour y chercher de l'or.
Géo revient à l'improviste, et se fait passer pour le secrétaire d'un multi-millionnaire américain. Finalement, il finira par révéler que c'est lui le multi-millionnaire, sauvera Dorville de la ruine et épousera Ginette.

## Fiche technique
- Titre original : Géo, le mystérieux
- Réalisation : Germaine Dulac
- Scénario : Irène Hillel-Erlanger
- Photographie : Maurice Forster
- Société de production : Productions D.H.
- Société de distribution : Cinématographes Harry
- Pays d'origine :  France
- Langue originale : français
- Format : Noir et blanc  — 35 mm — 1,33:1 — Film muet
- Métrage : 1 242 mètres
- Genre : [[]]
- Durée : 41 minutes et 25 secondes
- Dates de sortie : 
  -  France : 18 septembre 1917

## Distribution
- Jacques Grétillat : Georges "Géo" Morland
- Jane Marken : Ginette Dorville
- Gastao Roxo : Henry
- Jacques Volnys : M. Dorville
- Amédée Rastrelli : Simon Lourdier
- Fred Janseme
- Tchan
- Ernest Amaury